# Tis Isat
Tis Isat ili Slapovi Plavog Nila (što na amharskom znači voda koja se dimi) je vodopad na Plavom Nilu oko 30 km nizvodno od grada Bahir Dara i Jezera Tana, danas jedna od najvećih turističkih atrakcija Etiopije.

## Osobine
Slapovi padaju s visine od 37 do 45 metara, iz četiri odvojena vodotoka čija širina varira ovisno o oborinama, za sezona kiša narastu do 400 metara širine. Tis Isat su drugi po veličini slapovi u Africi. Od kako je izgrađena ustava na izviru Plavog Nila iz Jezera Tana oscilacije u količini voda su nešto manje, a od kad je 2003. izgrađena hidroelektrana, na nju odlazi veći dio vode, osim za vrijeme sezone kiša (kad vode ima i previše).
Slapovi Plavog Nila su izolirani ekosustav, različit od Jezera Tana i Plavoga Nila.

## Kameni most
Na kratkoj udaljenosti, nešto malo nizvodnije od slapova, nalazi se prvi kameni most izgrađen u Etiopiji, 1626. po nalogu cara Suseniosa I. 
Po zapisima isusovačkog legata na etiopskom dvoru, Manoele de Almeide, kamen za gradnju je pronađen u neposrednoj blizini objekta, a obučeni obrtnici dovedeni su iz Indije s Alfonsom Mendezom, tadašnjim katoličkim biskupom u Etiopiji koji je nadzirao gradnju.